# محامي عام (الاتحاد الأوروبي)
المحامون العامون (بالفرنسية: avocats généraux)هم موظفون رفيعو المستوى يخدمون في محكمة العدل الأوروبية. تم تصميم هذا المنصب على غرار مفوض الحكومة في فرنسا وذلك عندما تم إنشاوه بالتعاون مع محكمة العدل الأوروبية في عام 1951، عندما تم توقيع معاهدة باريس.
يشارك المحامي العام في القضايا، وله في استجواب أطراف القضية، وبعد ذلك يصوغ آراءه، ولكن في حالة عدم إثارة أي نقطة قانونية جديدة، لا تكون هناك حاجة لذلك. ولا تبدأ محكمة العدل في إصدار حكمها إلا بعد رأيهم. على الرغم من أن رأي المحامي العام ليس ملزمًا لمحكمة العدل الأوروبية ولا للمحاكم في الدول الأعضاء، إلا أن استنتاجاتهم غالباً ما تؤخذ في الاعتبار وغالباً ما تكون مؤشرا على حكم محكمة العدل في القضية.
اعتباراً من العام 2020 أصبح هناك أحد عشر محامي عام يتم تعيينهم لمدة ست سنوات، خمسة منهم يتم تعيينهم من أكبر الدول الأعضاء في الاتحاد الأوروبي (ألمانيا وفرنسا وإيطاليا وإسبانيا وبولندا) ويتم تعيين الأعضاء الستة الآخرين باقي الدول الأعضاء الأخرى. ويتم انتخاب المحامي العام الأول لمدة ثلاث سنوات من المحامين العامين الإحدى عشر، حيث يتولى إسناد القضايا إليه أو إلى زملائه المحامين العامين وله بعض الصلاحيات المتعلقة بالمراجعة القضائية لقضايا المحكمة العامة. كما يمكن تعيين محامين عامين مؤقتين للقضايا المعروضة على المحكمة العامة من بين القضاة العاملين في المحكمة.

## الأساس القانوني
أدى توقيع معاهدة باريس إلى إنشاء الجماعة الأوروبية للفحم والصلب، والتي تضم هيئة قضائية تسمى "محكمة العدل". خلال المفاوضات التي أدت إلى التوقيع عليها، أبدى الوفد الفرنسي استياءه من إمكانية وجود آراء متعارضة أو متفقة بشأن القضايا. لذلك، اقترح موريس لاجرانج، وهو أحد أعضاء الوفد الفرنسي والذي سيصبح فيما بعد أول محامٍ عام يتم تعيينه في المحكمة، أن يتم تقديم مثل هذه الآراء من قبل محامي عام، والذي من شأنه أن يؤدي وظيفة مماثلة لتلك التي يقوم بها مفوض الحكومة في فرنسا. حيث يتولى المفوض مهمة تقديم المشورة القانونية لمجلس الدولة، وهو أعلى محكمة إدارية. وقد تم تنفيذ هذه الرؤية في البروتوكول المتعلق بالنظام الأساسي لمحكمة العدل الذي تم توقيعه في عام 1951، وظل على حاله تقريبا منذ ذلك الحين.

### التشكيل
حاليًا، ووفقًا لأحكام المادة 19 من معاهدة الاتحاد الأوروبي والمادة 252 من معاهدة عمل الاتحاد الأوروبي، تضم محكمة العدل الأوروبية 27 قاضيًا (قاضي واحد لكل دولة عضو) وأحد عشر محامي عام. كما يجوز للمجلس الأوروبي، بالإجماع، زيادة هذا العدد إذا طلبت محكمة العدل الأوروبية ذلك.
عندما تشكلت محكمة العدل، تقرر تعيين اثنين من المحامين العامين، أحدهما من ألمانيا والآخر من فرنسا. انضمت المملكة المتحدة وإيطاليا في عام 1973، وتبعتها إسبانيا في عام 1995 وانضمت بولندا في عام 2013. وبسبب مغادرة المملكة المتحدة للاتحاد الأوروبي في عام 2020، فقد أصبح هناك الآن خمس دول أعضاء (الدول الخمس الأكبر من حيث عدد السكان) يحق لها تعيين المحامين العامين الخاصين بها. تعين الدول الأعضاء الأخرى المحامين العامين على أساس التناوب (واحد في الفترة 1981-1986، واثنان في الفترة 1986-1995، وأربعة في الفترة 1995-2000، وثلاثة في الفترة 2000-2015، وخمسة في الفترة 2015-2020 وستة منذ عام 2020). مدة ولاية المحام العام ست سنوات كما يجوز إعادة تعيينه، ولكن لا يمكن عزله خلال مدة ولايته باستثناء الإقالة التأديبية أو الاستقالة؛ ومع ذلك، ونظراً للطبيعة الدورانية للتعيينات من البلدان التي لا تحتوي على عضو دائم، فإن هذه التمديدات تقتصر فعلياً على البلدان الخمس التي قد ترسل محاميها العامين. إذا أصبح المنصب شاغرا قبل نهاية المدة، يتم تعيين بديل له لبقية المدة، وعادة ما يكون من نفس الدولة. كما يمكن إقالة المحامي العام قبل نهاية ولايته إذا انسحبت الدولة العضو التي عينته من الاتحاد الأوروبي.
منذ عام 1974، يتم انتخاب محامي عام أول من بين أولئك الذين يشغلون هذه الوظيفة. ومنذ عام 1979، أصبح المحامي العام الأول مسؤول عن توزيع القضايا بين زملائه المحامين العامين. لمدة ثلاثة عقود بعد إنشائه، كان المنصب يتناوب عليه كل من المحامين العامين،  لكن ميلكيور واتيليت كان أول شخص يتم انتخابه أكثر من مرتين وأول شخص يشغل هذا المنصب فترات متتالية. في نوفمبر 2019، تم تغيير قواعد الإجراءات بحيث تمت زيادة مدة خدمة المحامي العام الأول إلى ثلاث سنوات حيث أجريت أول انتخابات بموجب القواعد الجديدة في أكتوبر 2021. ومع ذلك، فإن المحامي العام الأول ليس أعلى من المحامين العامين الآخرين، وهو في معظم النواحي في نفس وضع زملائهم العشرة الآخرين.

### معايير التعيين
ينطبق على المحامون العامون معايير تعيين القضاة (المذكورة في المواد 2-4 من النظام الأساسي لمحكمة العدل الأوروبية وفي المادة 253 من معاهدة عمل الاتحاد الأوروبي). كما يتم تعيينهم بالاتفاق المتبادل بين الحكومات الوطنية بعد التشاور مع لجنة خاصة (ما يسمى "لجنة المادة 255") التي تقوم بفحص المرشحين وإصدار آراء غير ملزمة بشأن ملاءمتهم للمناصب؛   يجب أن يكون المحامون العامون مؤهلين للخدمة في أعلى المحاكم الوطنية أو أن يكونوا محامين ذوي كفاءة معترف بها، ويجب أن يظهروا الاستقلال. يُقسم المحامين العامين اليمين القانونية تماماً مثل القضاة وهم يتمتعون بشكل عام بالحصانة القانونية ‏. كما لا يحق لهم تولي أي مناصب سياسية أو إدارية، ولا يجوز لهم تولي أي وظائف أخرى غير تلك المتعلقة بمحكمة العدل إلا إذا قرر المجلس الأوروبي منحهم الإعفاء من هذا الشرط.

## الإجراءات والتكليف
الإجراء المتبع في القضايا أمام محكمة العدل الأوروبية هو تعيين رئيس المحكمة للقاضي المسؤول والمحامي العام الأول يقوم بتعيين المحامي العام. بشكل عام، يتمتع المحامي العام الأول بسلطة تقديرية كاملة فيما يتعلق بالطريقة التي يتم بها توزيع القضايا، ولكن هناك مجموعة من القواعد غير الرسمية التي تحكم العملية. على سبيل المثال، غالباً ما يتم تجنب الترتيبات التي يتخصص فيها بعض المحامين العامين في موضوع واسع معين الأمر الذي يسمح بالتعامل مع القضايا من وجهات نظر مختلفة وبالتالي تقديم المزيد من المواد التي يمكن لمحكمة العدل استخلاص استنتاجاتها منها. ومع ذلك، لا يتم اتباع هذه القاعدة بشكل صارم، خاصة إذا كان المحامي العام قد عالج هذا الموضوع المحدد على نطاق واسع. ومن المعتاد أيضاً ألا يقوم المحامي العام الأول بتعيين محام عام آخر للقضية التي تكون الدولة العضو التي ينتمي إليها المحامي العام طرفا فيها. إن الانحرافات عن هذه القاعدة غير الرسمية قد تكون مثيرة للجدل.
تاريخيًا، كان لزامًا على كل قضية أن تتلقى رأي المحامي العام؛ ومع ذلك، منذ أن دخلت معاهدة نيس حيز التنفيذ في عام 2003، تم تقديم قاعدة تنص على أنه إذا لم تسفر القضية عن أي نقطة قانونية جديدة، فإن رأي المحامي العام ليس إلزامياً؛ في هذه الحالة، تستشير المحكمة المحامي العام، وإذا توافقا، يتم إصدار حكم المحكمة فقط. ومع ذلك، عندما تصل القضية إلى المحكمة الكبرى، فإنها تكون مصحوبة دائماً بمثل هذا الرأي. ويلتزم المحامي العام بتقديم رأيه عدة مرات بقدر ما يُطلب عقد جلسات استماع شفوية، كما هو الحال في قضية المفوضية ضد بلجيكا (النفايات البلجيكية)، حيث صدرت ثلاثة آراء؛ ومع ذلك، فإن المواقف التي يتم فيها عقد أكثر من جلسة استماع واحدة، نادرًا ما تحدث.
وفقًا للمادة 20 من النظام الأساسي لمحكمة العدل الأوروبية، يكون المحامي العام المعين حاضرًا مع الأطراف. بالإضافة إلى ذلك، يجوز لجميع المحامين العامين الحصول على نسخ مسبقة من الحكم والمشاركة في الجلسات المغلقة عندما تقدم محكمة العدل الأوروبية رأيها، ولكنهم لا يشاركون في العملية التداولية للمحكمة حيث تقتصر هذه العملية على القضاة.

## الملاحظات
1. ↑  Though formally non-binding, the opinions have so far been heeded and, as Dumbrovsky et al. say, are de facto binding.